# Портрет Дмитрия Петровича Резвого
«Портрет Дмитрия Петровича Резвого» — картина Джорджа Доу и его мастерской из Военной галереи Зимнего дворца.
Картина представляет собой погрудный портрет генерал-майора Дмитрия Петровича Резвого из состава Военной галереи Зимнего дворца.
К началу Отечественной войны 1812 года генерал-майор Резвой командовал артиллерией в Дунайской армии адмирала П. В. Чичагова, совершил поход на Волынь, а оттуда в Белоруссию. Во время Заграничных походов 1813 и 1814 годов командовал артиллерией в Польской армии и сражался в Саксонии и Силезии; отличился при осаде Гамбурга, за что был представлен к производству в генерал-лейтенанты, однако император Александр I отказал ему в следующем чине.
Изображён в генеральском артиллерийском вицмундире, введённом в 1820 году — Резвой такой мундир носить не мог, поскольку вышел в отставку в 1815 году и ему был положен мундир старого образца с двумя рядами пуговиц. Слева на груди звезда ордена Св. Анны 1-й степени с алмазами; на шее кресты орденов Св. Георгия 3-го класса и Св. Иоанна Иерусалимского; по борту мундира крест ордена Св. Владимира 2-й степени; справа на груди серебряная медаль «В память Отечественной войны 1812 года» на Андреевской ленте, золотой крест «За взятие Очакова», звезда ордена Св. Владимира 2-й степени и шитая звезда ордена Св. Иоанна Иерусалимского. Подпись на раме: Д. П. Рѣзвой, Генералъ Маiоръ.
7 августа 1820 года Комитетом Главного штаба по аттестации Резвой был включён в список «генералов, заслуживающих быть написанными в галерею» и 17 октября 1822 года император Александр I приказал написать его портрет. Сам Резвой в это время находился в отставке и постоянно проживал либо в Санкт-Петербурге, либо в своём имении в Ямбургском уезде Санкт-Петербургской губернии, поэтому возможно, что портрет был написан с натуры. Скорее всего портрет был закончен уже после смерти Резвого, последовавшей 19 января 1823 года, поскольку гонорар Доу был выплачен 13 марта и 25 апреля того же года. Готовый портрет был принят в Эрмитаж 7 сентября 1825 года.
Композиционно галерейный портрет весьма близок к миниатюре с портретом Д. П. Резвого работы Карла Верне, исполненной в 1803 году. В начале XX века она принадлежала внуку Дмитрия Петровича генералу от инфантерии Д. М. Резвому и была опубликована великим князем Николаем Михайловичем в издании «Русские портреты XVIII и XIX столетий». Её современное местонахождение не установлено.
В собрании Челябинского государственного музея изобразительных искусств имеется авторское повторение галерейного портрета, незначительно отличающееся размерами и более тёмным колоритом (холст, масло, 71,5 × 63 см, инвентарный № Ж-211).

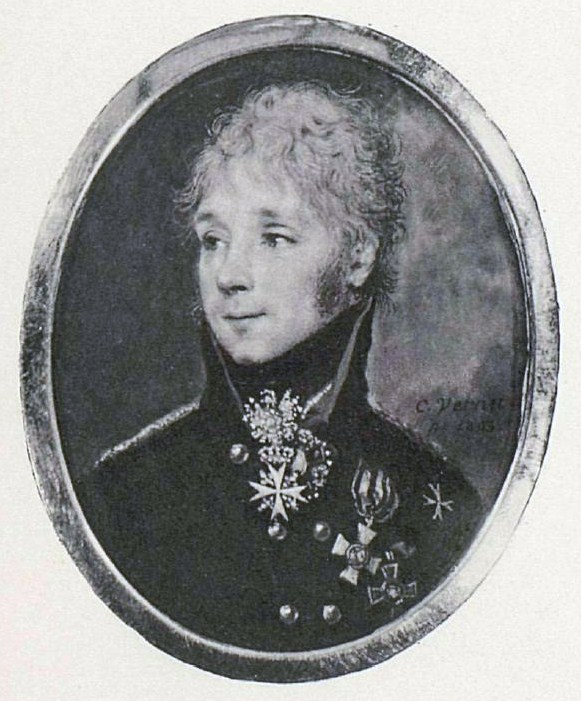
Миниатюра К. Верне
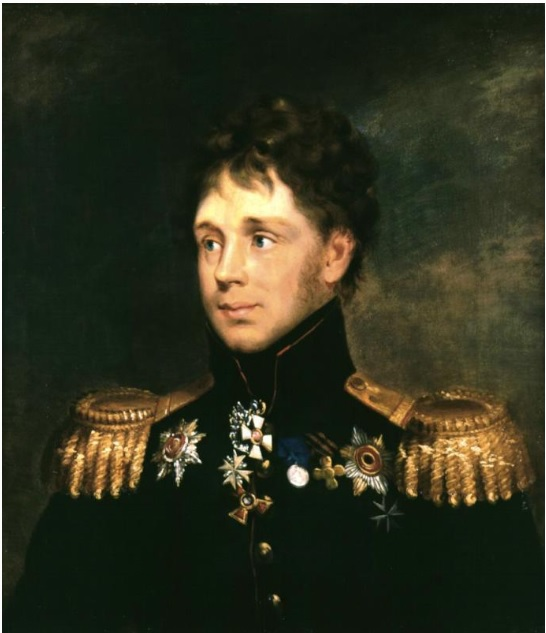
Вариант портрета из Челябинска